# Guuugarutz
"Guuugarutz" är den andra singeln från den österrikiska musikgruppen Trackshittaz. Den släpptes den 11 januari 2011 som den andra singeln från deras debutalbum Oidaah pumpn muas's. Låten är skriven av gruppmedlemmarna Lukas Plöchl och Manuel Hoffelner själva. Låten låg 9 veckor på den österrikiska singellistan där den nådde plats 1 som bäst.

## Listplaceringar
| Lista (2011) | Topplacering |
| ------------ | ------------ |
| Österrike    | 1            |